# Droga wojewódzka 501

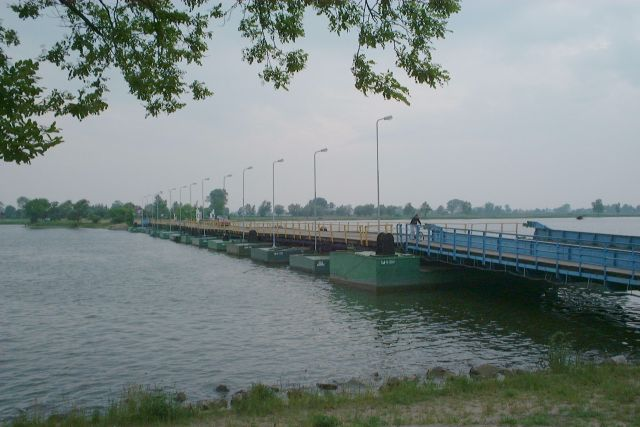
Die DW 501-Pontonbrücke über die Weichsel bei Gd.-Sobieszewo (Bohnsack)

Die Droga wojewódzka 501 (DW 501) ist eine polnische Woiwodschaftsstraße, die in West-Ost-Richtung innerhalb der Woiwodschaft Pommern verläuft. Auf einer Länge von 60 Kilometern verbindet sie die Landesstraße 7 sowie den östlichen Stadtbezirk von Danzig mit der Frischen Nehrung, durch deren Landschaftsschutzpark (Park krajobrazowy Mierzei Wiślana) sie bis 4 Kilometer vor der Grenze nach Russland verläuft. Den Kanal durch die Frische Nehrung überquert sie auf zwei alternierenden Drehbrücken, verbunden durch zwei Kreisverkehre.

## Streckenverlauf
Woiwodschaft Pommern
- Powiat Gdański (Kreis Danzig):
  - Przejazdowo (Quadendorf) (→ DK 7 (Europastraße 28 und Europastraße 77): Żukowo (Zuckau) – Danzig – Warschau – Chyżne/Slowakei und DW 226: Przejazdowo – Horniki (Hornikau))
  - Wiślinka (Weßlinken)

- ~ Pontonbrücke: Martwa Wisła (Tote Weichsel) ~
  - Gdańsk (Stadtbezirk Danzig):
    - Gd.-Wyspa Sobieszewska (Bohnsacker Insel)
      - Gd.-Sobieszewo (Bohnsack)
      - Gd.-Orle (Wordel)
      - Gd.-Wiemiec (Kronenhof)
      - Gd.-Komary (Schnakenburg)
      - Gd.-Świbno (Schiewenhorst)

- ~ Fährbetrieb: Przekop Wisły (Weichseldurchstich) ~
- Powiat Nowodworski (Kreis Tiegenhof):
  - Mikoszewo (Nickelswalde)
  - Jantar (Pasewark)
  - Junoszyno (Junkeracker)
  - Stegna (Steegen) (→ DW 502: Stegna – Nowy Dwór Gdański (Tiegenhof))
  - Sztutowo (Stutthof)
  - Kąty Rybackie (Bodenwinkel)
  - Skowronki (Vogelsang)
  - Krynica Morska (Kahlberg-Liep):
    - Kr.-M.-Przebrno (Pröbbernau)
    - Kr.-M.-Siekierki (bis 1945 Schellmühl, 1945–58 Łysica)
    - Krynica Morska (Centrum)
    - Krynica Morska-Piaski (bis 1945 Neukrug, danach: Nowa Karczma)